# Шиме
Шиме́ (фр. Chimay [ʃi.mɛ], валлон. Chimai) — город на юго-западе Бельгии, в провинции Эно региона Валлония. Административно входит в округ Тюэн. Площадь общины составляет 197,1 км². Численность населения равна 9944 человека (на 2008 год). Плотность населения — 50 чел./км².

## История
Владетели средневекового графства Шиме из рода Круа с 1486 года носили титул имперских князей. В 1612 году княжеский титул унаследовали Аренберги, в 1686 году — семейство Энен-Лиетар, угасшее в 1806 году. Фактически Шиме было изъято в казну и управлялось купно с другими землями Австрийских Нидерландов присланным из Вены наместником.
В эпоху Реставрации права на княжеский титул заявили французские дворяне Караман-Рике, потомки того Пьетро Рикетти (1609—80), который выстроил для Людовика XIV Южный канал. К старшей ветви этого же рода принадлежал граф Мирабо. В 1824 году нидерландская корона дозволила главе рода Караман-Рике как наследнику последнего Энен-Лиетара принять титул принца Караман-Шиме. Его потомки носят этот титул и по сей день.
Современная община Шиме образована в результате конституционной реформы в 1977 году в результате объединения 14 небольших местечек.

## Достопримечательности
- Шиме известен в первую очередь своим цистерцианским монастырём Нотр-Дам-де-Скурмон (трапписты) и производимыми при монастыре сортами пива Chimay.
- Монастырь основан в 1850 году как приорат и в 1871 году преобразован в аббатство.
- Сильно пострадал от времени, но всё же сохранился замок князей Шиме (фр.), возведённый в конце XV века представителями рода Круа. Интересен театр замка cо сценическим убранством Камбона (1863).